# Sundaresh Menon
Sundaresh Menon (sinh năm 1962) là Thẩm phán trưởng của Singapore và là nguyên Tổng Chưởng lý.

## Tiểu sử
Menon tốt nghiệp Cử nhân Luật (LL.B.) với bằng danh dự đầu tiên của Khoa Luật của Đại học Quốc gia Singapore năm 1986 và tốt nghiệp Thạc sĩ luật (LL.M.) của Trường Luật Harvard năm 1991.

## Nghề nghiệp
Menon đã có một nhiệm kỳ một năm làm Ủy viên Tư pháp của Toà án Tối cao Singapore từ tháng 4 năm 2006 đến tháng 3 năm 2007. Trở lại hành nghề pháp lý sau đó, ông được bổ nhiệm làm một cố vấn cao cấp vào ngày 5 tháng 1 năm 2008 và trở thành đối tác quản lý Của công ty luật Rajah & Tann vào tháng 8 năm 2009.
Menon đảm nhiệm vị trí Thẩm phán trưởng từ ngày 1 tháng 10 năm 2010 đến ngày 25 tháng 6 năm 2012. Ông cũng từng giữ chức Phó Chủ tịch Trung tâm Trọng tài Quốc tế Singapore, một thành viên của Viện hàn lâm Luật Singapore và là thành viên của Ban Cố vấn Trường Luật của Đại học Quản lý Singapore.
Menon được bổ nhiệm làm Thẩm phán Toà án cấp phúc thẩm có hiệu lực từ ngày 1 tháng 8 năm 2012. Vào ngày 6 tháng 11 năm 2012, ông nhậm chức làm Chánh án thứ tư của Singapore. Ông là Thẩm phán trưởng đầu tiên không phải là người gốc Hoa của Cộng hòa Singapore và cũng là Thẩm phán trưởng đầu tiên của Singapore.